# Magyar Csillagászati Egyesület
A Magyar Csillagászati Egyesület (MCSE) a legnagyobb magyar csillagászati ismeretterjesztő egyesület. 1946-ban dr. Kulin György alapította, ám akkor az MCSE mindössze három évig, 1949-ig működhetett. Újjáalakulására 1989-ben kerülhetett sor: február 19-én, Kopernikusz születése évfordulóján alapították meg ismét, az előző szervezet jogutódjaként. Alapítóit szintén Kulin György köszöntötte. Az egyesület a hazai csillagászati ismeretterjesztés mellett összefogja a magyar amatőrcsillagászokat, folyóiratot, könyveket, csillagászati évkönyvet jelentet meg. Tagjai előadásokat, bemutatásokat tartanak országszerte, illetve a határokon túl.
Az egyesület központja ugyan Budapest, de számos helyi csoportjának köszönhetően az ország valamennyi területén aktívan jelenik meg. 1947–1949 között, illetve 1989–90-ben a Gellért-hegyi TIT Uránia Csillagvizsgáló, 2001-től az óbudai Polaris Csillagvizsgáló tevékenységének centruma. A Polaris Csillagvizsgálóban – számos helyi csoport által üzemeltetett vidéki csillagvizsgálóhoz hasonlóan – rendszeres bemutatásokat, előadásokat, távcsőépítési szaktanácsadást és szakkört tartanak az érdeklődőknek.
Az egyesületnek több mint 5000 tagja van.

## Feladatai
Az MCSE feladatai, céljai az egyesület alapszabályából pontosan kiolvashatók: népszerűsíti és lehetőségeihez mérten támogatja a csillagászatot. Ennek mikéntjét az alapszabály a következőképp részletezi:
- munkálkodik a csillagászat társadalmi elismertségének fokozásán;
- népszerűsíti a csillagászat és más tudományok csillagászattal kapcsolatos eredményeit;
- támogatja a csillagászati ismeretterjesztő intézmények munkáját;
- támogatja a csillagászati ismeretek iskolai és iskolán kívüli oktatását;
- szakmai és szervező tevékenységével, valamint korszerű műszerekkel és segédeszközökkel segíti a hazai és határainkon kívül élő magyar amatőrcsillagászokat értékes megfigyelések végzésében;
- elősegíti a hivatásos és az amatőrcsillagászok kölcsönösen előnyös együttműködését;
- lehetőségei szerint segíti a csillagászati kutatással foglalkozó intézmények és személyek munkáját.

## Az MCSE felépítése, vezetői
A Magyar Csillagászati Egyesület vezetője az MCSE elnöke, ügyvezetője a főtitkár. (1946–1949 között az ügyvezető, az ügyvezető elnök volt, akkor dr. Kulin György.) Az egyesület tiszteletbeli elnöke Ponori Thewrewk Aurél.
Az egyesület legfőbb döntéshozó szerve a Közgyűlés, melynek ülései között az Elnökség hozza meg a legfontosabb döntéseket. Az ügyintézésért a Titkárság felel. Emellett egy állandó bizottsággal (Számvizsgáló Bizottság), 13 szakcsoporttal és 17 helyi csoporttal rendelkezik.
Az MCSE tisztségviselőit négy évre választják, a periódus letelte után tisztújitást tartanak. A tisztségviselők pozíciójukba újraválaszthatók.

### Az MCSE elnökei
- Deák András (1946–1949)[2]
- Krátky Antal (1949)
- Ponori Thewrewk Aurél (1989–2000)
- Balázs Béla (1990–1992) (társelnök)[3]
- Szabados László (2000–2004)[4]
- Kolláth Zoltán (2004–2020) csillagász, az MTA KTM CSKI tudományos tanácsadója
- Kiss László (2020–2024) a CSFK főigazgatója[5]
- Kereszturi Ákos (2024–)[6]

### Az MCSE ügyvezető elnöke, főtitkárai
- Kulin György (1946–1949)[6]
- Zombori Ottó (1989–1990)
- Mizser Attila (1990–2024)

## Kiadványai
Az egyesület tagjai két kiadványt illetményként kapnak, ezek: az 1971-ben indult amatőrcsillagászati folyóirat, a Meteor, illetve a csillagászati cikkeket, adatokat és naptárat közlő Meteor Csillagászati Évkönyv. Az amatőrcsillagászati észleléseket és tudományos alapokat összefogó, néhány év alatt három kiadást megélt Amatőrcsillagászok Kézikönyve az egyesület harmadik legismertebb és legnagyobb példányszámot elérő kiadványa. Ezek mellett (elsősorban) a változócsillagászat, a csillagászattörténet és a csillagászati megfigyelések módszertana területén számos további könyvet, füzetet adott ki.

## Létesítményei
- Polaris Csillagvizsgáló
- Csillagtanya

Az egyesület régi vágya volt, hogy legyen egy saját tulajdonú észlelőhelye, ahonnan még viszonylag kifogástalan az égbolt megfigyelése és könnyen megközelíthető a tagság számára. A korábbi bázis a Polaris Csillagvizsgáló Budapest egy forgalmas területén helyezkedik el és a fényszennyezettség miatt az észlelés már nem megfelelő. A cél az volt, hogy egy olyan helyszínt találjanak, ahol nagyobb létszámú csoportokat is fogadni lehet, oktatásokat, rendezvényeket tartani minőségi körülmények között. A helyszínt végül a lovasberényi szőlőhegyen találták meg, 230 méteres magasságban.
2019. július 11-én vették birtokba a 12 millió forintért vásárolt ingatlant, az egyesület utolsó pénztartalékait is felhasználva.